# Jim Bannon
James Shorttel Bannon (* 9. April 1911 in Kansas City, Missouri; † 28. Juli 1984 in Ojai, Kalifornien) war ein US-amerikanischer Schauspieler und Radiomoderator.

## Leben
Bannon begann seine Karriere im Radio in Kansas (KCKN) und in St. Louis (KMOX); 1937 entschloss er sich, nach Kalifornien zu gehen. Dort arbeitete er als Sprecher bei verschiedenen Radioprogrammen und erhielt Mitte der 1940er Jahre einen Schauspieler-Vertrag bei Columbia Pictures. Erste Aufmerksamkeit erreichte er als Jack Packard in der dreiteiligen I love a mystery-Krimireihe. Nach Beendigung des Vertrages suchte Bannon als freier Schauspieler nach Arbeit und fand sie im Serial Dangers of the Canadian Mounted. Bei der Monogram spielte er in diversen Western.
Seine bekannteste Rolle spielte Bannon 1949/1950 in den vier Farbfilmen um den Red Ryder, den die kleine Produktionsfirma Eagle Lion herausbrachte. Der Niedergang des B-Films durch die immer stärker werdende Konkurrenz des Fernsehens limitierte diese Versuche, Westernserien wieder zu beleben (Bannon war der vierte Red Ryder der Geschichte). Auch ein TV-Pilot blieb ohne Erfolg.  Im Sommer 1950 ging er mit Tom Packs Circus auf Tournee. In der kurzlebigen Serie Adventures of Champion, die von Gene Autry produziert wurde, war er 1955 Uncle Sandy North.
Bis Mitte der 1960er Jahre spielte Bannon im Fernsehen und auf der Leinwand Nebenrollen, schloss dann seine Karriere ab und zog nach Zwischenstation in Texas nach Kalifornien, wo er 1984 starb.
Bannon heiratete 1938 seine Schauspielkollegin Bea Benaderet; Sohn John wurde 1940 geboren, Tochter Margaret 1947. Die Ehe wurde 1950 geschieden. Eine zweite ging er 1961 mit Barbara Cork ein, diese Ehe hielt bis 1981. Er besaß einen Flugschein und arbeitete auch als Fluglehrer.

## Filmografie (Auswahl)
- 1938: Daffy Duck in Hollywood (Kurzfilm)
- 1944: The Soul of a Monster
- 1944: Jagd auf die Geschworenen (The Missing Juror)
- 1945: Tonight and Every Night
- 1946: Gehaßt, gejagt, gefürchtet (Renegades)
- 1947: Johnny O’Clock
- 1947: Abgekartetes Spiel (Framed)
- 1947: Geheimagent T (T-Men)
- 1948: Fuzzy und die bösen Buben (Frontier Revenge)
- 1948: Der Richter von Colorado (The Man from Colorado)
- 1948: Lassy La Roc, der Mann der Peitsche, 2. Teil – Gesetzloses Land (Frontier Revenge)
- 1949: Lassy La Roc, der Mann mit der Peitsche, 1. Teil – Im Auftrag des Sheriffs (Outlaw Country)
- 1950: Cowboyrache in Oklahoma (Sierra Passage)
- 1950–1957: The Lone Ranger (Fernsehserie, 5 Folgen)
- 1951: Grenzpolizei in Texas (The Texas Rangers)
- 1951–1953: The Range Rider (Fernsehserie, 8 Folgen)
- 1953: Jack Slade – der Revolverheld von Colorado (Jack Slade)
- 1953: Verschwörung auf Fort Clark (War Arrow)
- 1954: Die siebente Nacht (The Command)
- 1955–1956: Drei gute Freunde (The Adventures of Champion, Fernsehserie, 26 Folgen)
- 1957: Chicago vertraulich (Chicago Confidential)
- 1957: Maverick (Fernsehserie, Folge 1x06)
- 1957–1958: Casey Jones, der Lokomotivführer (Casey Jones, Fernsehserie, 7 Folgen)
- 1957–1958: Wyatt Earp greift ein (The Life and Legend of Wyatt Earp, Fernsehserie, 3 Folgen)
- 1957/1963: Lassie (Fernsehserie, 2 Folgen)
- 1958: Ihr Leben war ein Skandal (Too Much, Too Soon)
- 1958: Asphalt-Hyänen (Girls on the Loose)
- 1958: Fury (Fernsehserie, 3 Folgen)
- 1959: Dezernat M (M Squad, Fernsehserie, Folge 2x19)
- 1959: Der unheimliche Zotti (The Shaggy Dog)
- 1959: Sie kamen nach Cordura (They Came to Cordura)
- 1959: Abenteuer unter Wasser (Sea Hunt, Fernsehserie, 3 Folgen)
- 1959: Die schwarze Hand der Mafia (Inside the Mafia)
- 1962: Ein Rucksack voller Ärger (40 Pounds of Trouble)
- 1963: Der Kommodore (A Gathering of Eagles)
- 1964: Ein Goldfisch an der Leine (Man’s Favorite Sport?)
- 1964: Leih mir deinen Mann (Good Neighbor Sam)
- 1965: Im Wilden Westen (Death Valley Days, Fernsehserie, Folge 14x01)

## Schriften
- The Son That Rose In The West. Devil’s Hole Printery, Plano, Texas, um 1975.